# لورانس سبيفاك
لورانس إدموند سبيفاك (بالإنجليزية: Lawrence E. Spivak)‏ (11 يونيو 1900 - 9 مارس 1994) ناشر وصحفي أمريكي، عرف بأنه المؤسس المشارك والمنتج والمضيف لبرنامج الشؤون العامة المرموقة ميت ذي بريس. وقد قام هو والصحفي مارثا رونتري بتأسيس البرنامج كترويج لمجلة سبيفاك، ذي أمريكان ميركوري، وأصبحت أطول سلسلة شبكة مستمرة في تاريخ التليفزيون. خلال فترة ال 28 عاما بصفته مستشارا ومديرا في لقاء الصحافة، كان سبيفاك معروفا باستجوابه الواضح لصانعي السياسات.

## الحياة والمهنة
ولد لورانس ا. سبيفاك في 11 يونيو 1900، في مدينة نيويورك. في عام 1921 تخرج من نائب الرئيس من جامعة هارفارد وبدأ حياته المهنية في النشر كمدير الأعمال لمجلة التحف. تزوج نفساني شارلوت بير الدائري في عام 1924، وجنبا إلى جنب كان لديهم طفلين. من 1930 إلى 1933 عملت سبيفاك لمجلة الصيد والصيد والرياضة الوطنية المجلات، ومدير تداول ومساعد للناشر.

## الزئبق الأمريكي
في عام 1934 أصبح سبيفاك مدير الأعمال ل أمريكان ميركوري، وهي مجلة أدبية انتقدت المشهد الأمريكي، في حين تم تحريرها من قبل الصحفي H. ل. منكن. اشترى سبيفاك المجلة في عام 1939. شغل منصب رئيس تحريرها من 1944 إلى 1950 عندما باعها.
في عام 1937 تأسست سبيفاك الزئبق المنشورات، وشركة، وهي شركة نشر مع بصمات بما في ذلك كتب الزئبق الأمريكية، أسرار الزئبق، أسرار الأكثر مبيعا وجوناثان الصحافة الألغاز. ونشرت سبيفاك نسخا غير مكلفة ذات حجم هائل الحجم، وأحيانا مختصرة من أعمال المؤلفين، بما في ذلك مارجيري ألينغهام وأغاثا كريستي وإيرل ستانلي غاردنر وداشيل هاميت وإليري كوين وجورج سيمينون وريكس ستوت وكورنيل وولريش. كما شملت مطبوعات الزئبق مثل هذه الدوريات مثل مجلة الغموض إليري كوين، مجلة الخيال والخيال العلمي، وكتاب الذكاء والفكاهة والمحقق: مجلة حالات الجريمة الحقيقية. باع سبيفاك اهتمامه بمنشورات الزئبق في عام 1954.

## التقي بالصحافة
في عام 1945، أنشأت سبيفاك والصحفية مارثا رونتري وشاركت في إنتاج برنامج الشؤون العامة الأسبوعية لقاء مع الصحافة والترويج الإذاعي ل «الزئبق الأمريكي». بدأت طبعة تلفزيونية على نبك في نوفمبر 1947، واستمرت عروض منفصلة حتى توقفت النسخة الإذاعية في عام 1950. اشترى سبيفاك اهتمام رونتري في البرنامج في عام 1953.
باع سبيفاك لقاء الصحافة إلى نبك في عام 1955 ولكن بقي كما مشرف، منتج وبونيست. تقاعد في 9 نوفمبر 1975، بعد بث خاص لمدة ساعة شارك فيه الرئيس جيرالد فورد، واحتفل بالذكرى الثامنة والعشرين لقاء الصحافة على شاشة التلفزيون. وظل سبيفاك مستشارا لشركة ان بي سي حتى عام 1989، وقدم آخر لقاء له مع الصحافة في عام 1983.
وقال آرثر ونجر من «كريستيان ساينس مونيتور» من الرؤساء ورؤساء العالم الذين استجوبهم فريق «لقاء الصحافة»: «تلقى الجميع معاملة متساوية». «كان عليهم أن يواجهوا لورانس سبيفاك من اللقطات الشرسة، الأسئلة الصعبة، الاستقلال الخوف، الإنصاف التام، وتحت كل شيء، الطبيعة الجيدة للرجل الذي يمتلك مهمة لا تكل: أفواه الأفراد الذين يصدرون الأخبار».
وقد تميزت سبيفاك بمظهره الخارق إلى حد ما، وخزانة ملابسه عادة بما في ذلك ربطة عنق ونظارة ذات حواف ثقيلة. ظهر لأول مرة كعضو دائم واحد في فريق من الصحفيين البرنامج، يسأل الجولة الأولى من الأسئلة. وبصفته مشرفا، سأل عن السؤال الأول من ضيف «لقاء الصحافة» ثم سلم إلى الصحفيين الآخرين في اللجنة، التي كانت عادة ما تكون أربعة خلال 28 عاما كمضيف ومدير للبرنامج التلفزيوني.

## السنوات اللاحقة
وفي الفترة من عام 1985 إلى عام 1994، اشتركت سبيفاك في إنتاج برامج تلفزيونية تلفزيونية للمركز الجنوبي للدراسات الدولية.
وكان مكتب سبيفاك في فندق شيراتون بارك في واشنطن العاصمة، والذي كان أيضا منزله. وكان أرمل في عام 1983. توفي سبيفاك من قصور القلب الاحتقاني في مستشفى سيبلي التذكاري في واشنطن في 9 مارس 1994، في سن 93 عاما.

## روابط خارجية
- لورانس سبيفاك على موقع IMDb (الإنجليزية)
- لورانس سبيفاك على موقع إن إن دي بي (الإنجليزية)
- لورانس سبيفاك على موقع قاعدة بيانات الفيلم (الإنجليزية)